# ADR-Rose

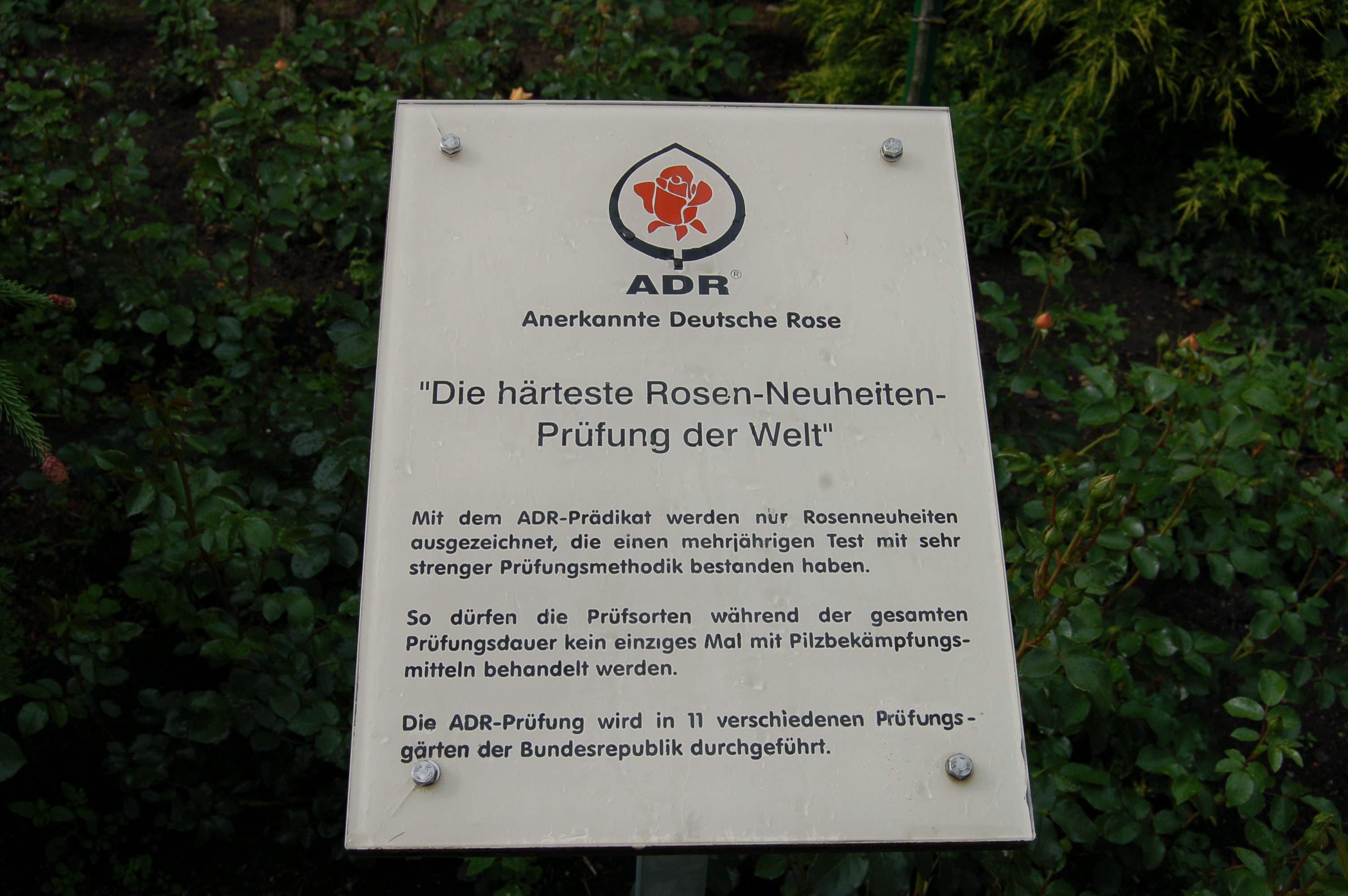
Hinweisschild zur ADR Prüfung

ADR-Rose ist eine Auszeichnung  für neue Rosenzüchtungen, die in zwölf verschiedenen „ADR-Prüfungsgärten“ (Sichtungsgärten) Deutschlands angepflanzt wurden und dort über drei Jahre – ohne den Einsatz von Pflanzenschutzmitteln – gesund blieben und einen hohen Zierwert aufweisen.
Die Allgemeine Deutsche Rosenneuheitenprüfung (ADR) ist ein Arbeitskreis aus Vertretern des Bunds deutscher Baumschulen, Rosenzüchtern und unabhängigen Experten. Rosensorten, die das ADR-Prädikat tragen, wurden zuvor einer strengen Prüfung unterzogen, um den Gartenwert von Rosenneuheiten zu bewerten. Die Prüfung orientiert sich an Merkmalen wie Wirkung der Blüte, Duft, Wuchsform, Reichblütigkeit, Winterhärte. Das wichtigste Bewertungskriterium ist die Widerstandsfähigkeit gegenüber Blattkrankheiten.
Die ADR-Prüfung (Allgemeine Deutsche Rosenneuheitenprüfung) wurde 1950 durch die Rosenzüchter (vor allem auf Betreiben von Wilhelm Kordes) im Bund deutscher Baumschulen gegründet. Die über 150 ADR-Rosen, die bisher ausgezeichnet wurden, sind besonders gesund (auch ohne Spritzungen) und werden vorwiegend in öffentlichen Grünanlagen gepflanzt.
Im Gegensatz zu anderen Rosenauszeichnungen wird das ADR-Prädikat Sorten, die die Anforderungen nicht mehr erfüllen, wieder entzogen. So wurde zum Beispiel der Weltrose 'Schneewittchen' (Kordes 1958) das Prädikat 2004 nach 44 Jahren wieder aberkannt. Das ADR-Prädikat gilt zunächst für 15 Jahre und kann bei erfolgreicher Nachprüfung über 3 Jahre um weitere 15 Jahre verlängert werden.

## ADR-Prüfgärten
Die elf Prüfgärten befinden sich in folgenden Städten und Gemeinden und sind zum Teil auch öffentlich zugänglich.
- Ellerhoop-Thiensen, Gartenbauzentrum Schleswig, Außenstelle Ellerhoop (53,71589° N, 9,76978° O)
- Forst (Lausitz), Ostdeutscher Rosengarten (51,73151° N, 14,66216° O)
- Bundessortenamt Prüfstelle Hannover (52,39674° N, 9,81781° O)
- Osnabrück, Fachhochschule Osnabrück, Fakultät Agrarwissenschaften und Landschaftsarchitektur (52,3051° N, 8,03889° O)
- Dortmund, Deutsches Rosarium (51,49256° N, 7,47464° O)
- Sangerhausen, Europa-Rosarium Sangerhausen (51,47436° N, 11,31177° O)
- Dresden, Sächsisches Landesamt für Umwelt, Landwirtschaft und Geologie (LfULG) (51,00838° N, 13,87351° O)
- Geisenheim, Landesbetrieb Landwirtschaft Hessen (49,98374° N, 7,96327° O)
- Veitshöchheim, Bayerische Landesanstalt für Wein- und Gartenbau (49,8404° N, 9,8747° O)
- Staatsschule für Gartenbau und Landwirtschaft, Stuttgart-Hohenheim (48,71256° N, 9,21147° O)
- Freising-Weihenstephan, Institut für Gartenbau der Forschungsanstalt für Gartenbau Weihenstephan (48,39514° N, 11,72912° O)

## Galerie
Eine Auswahl an ADR Rosen

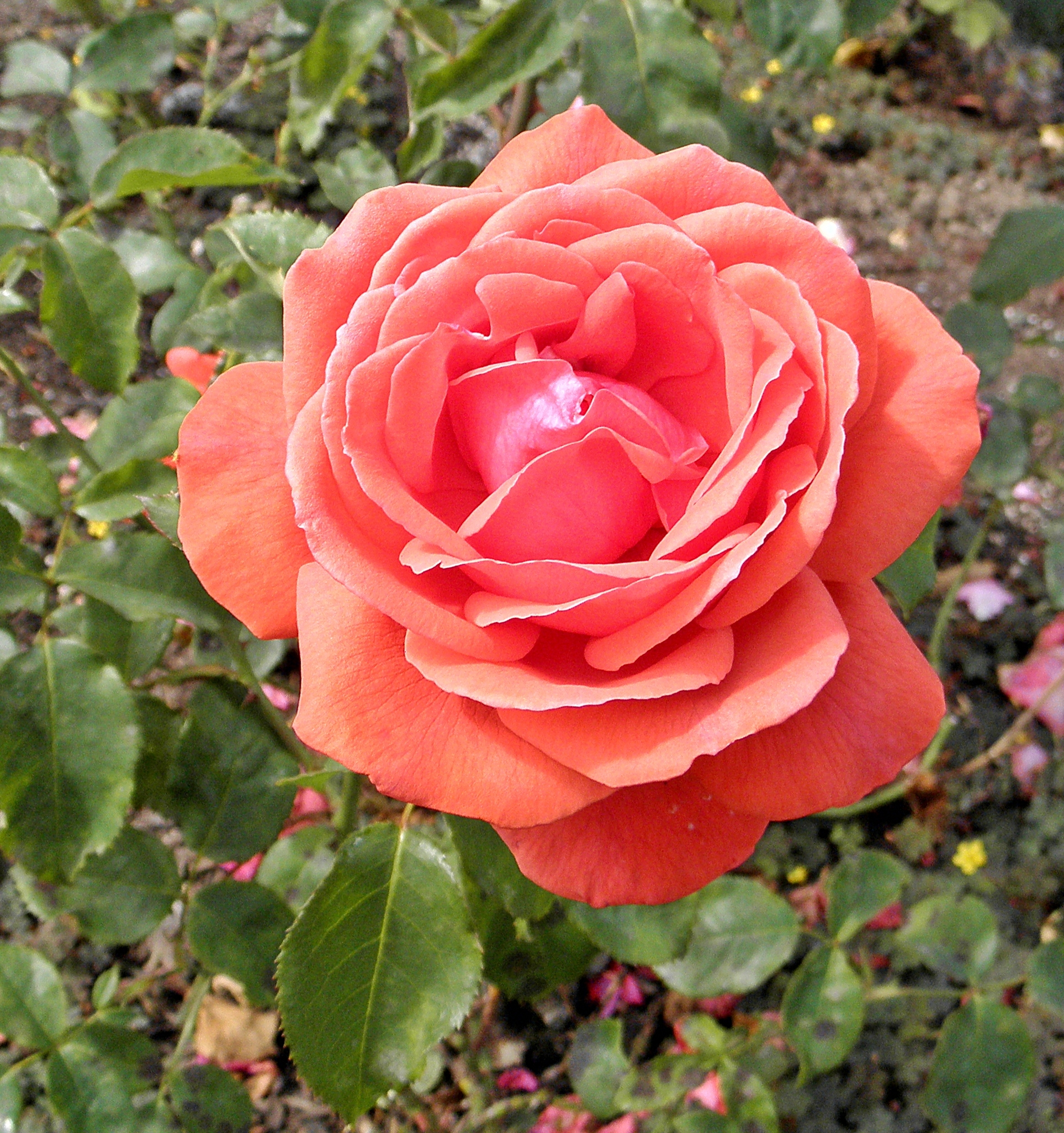
'Duftwolke', ADR 1964
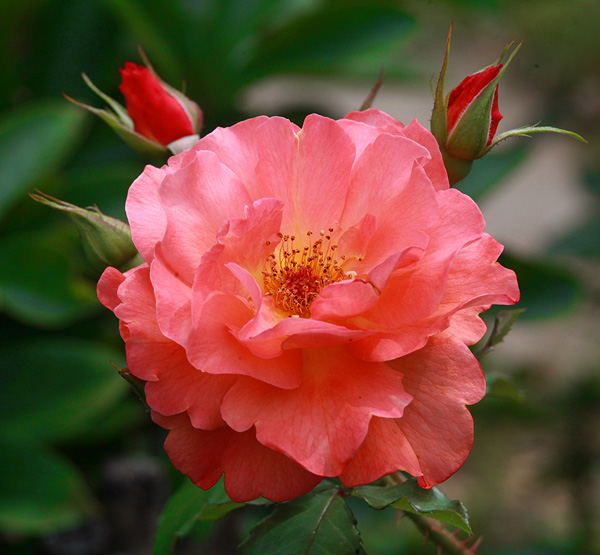
'Westerland', ADR 1974
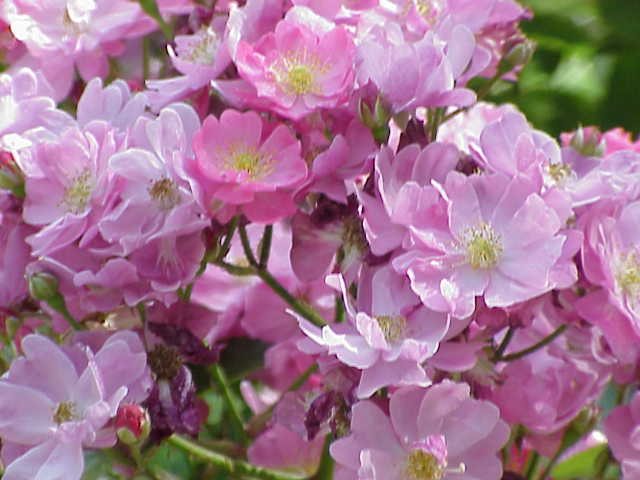
'Yesterday', ADR 1978
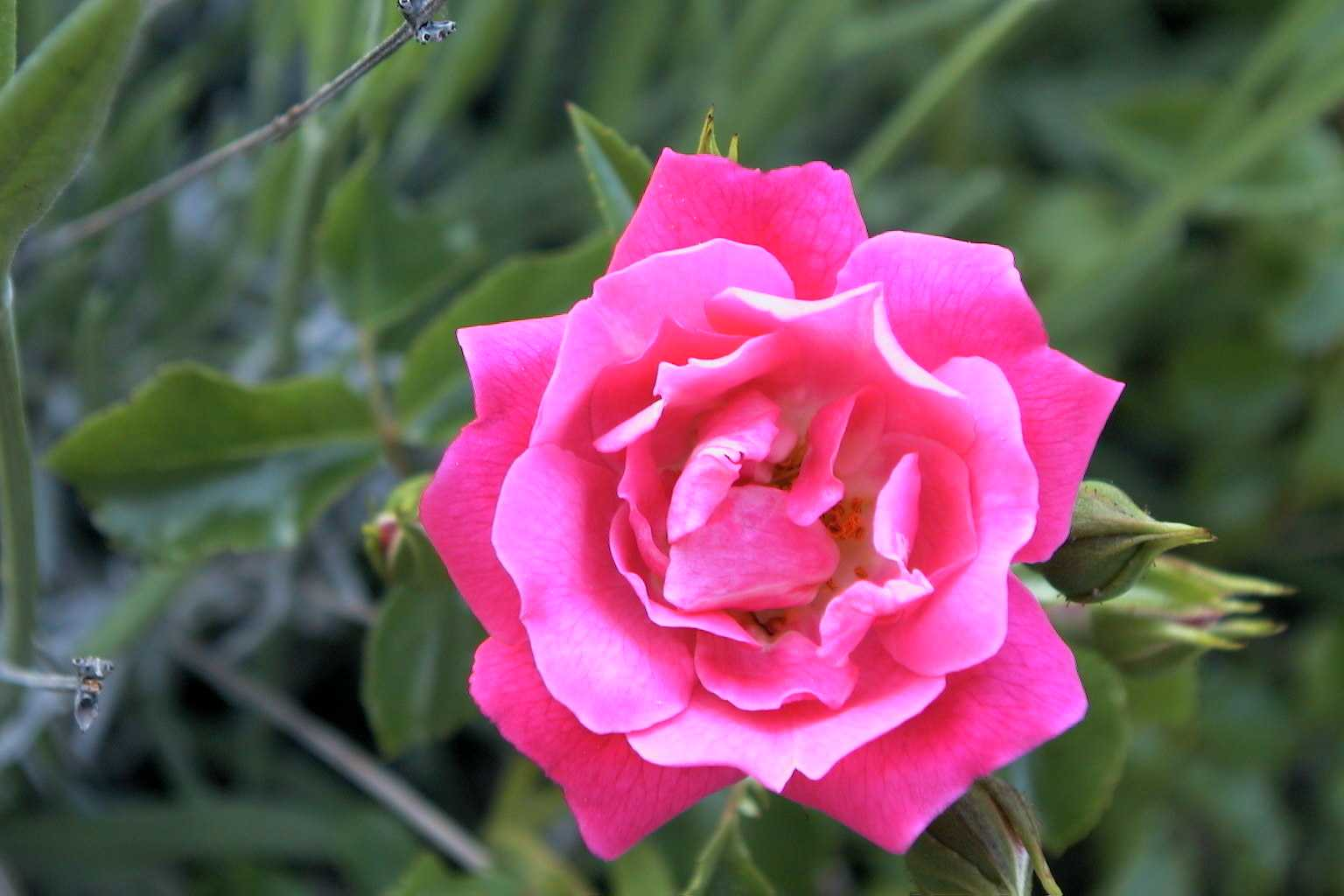
'Heidetraum', ADR 1990
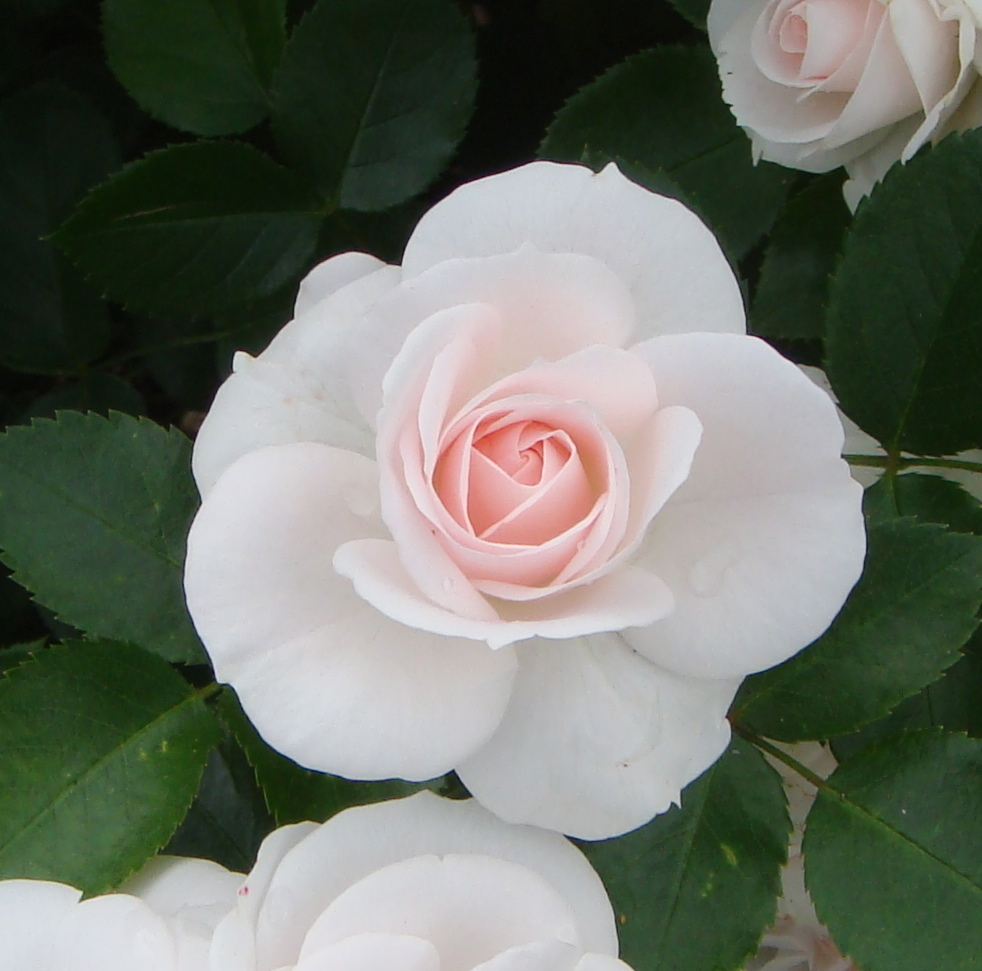
'Aspirin', ADR 1995
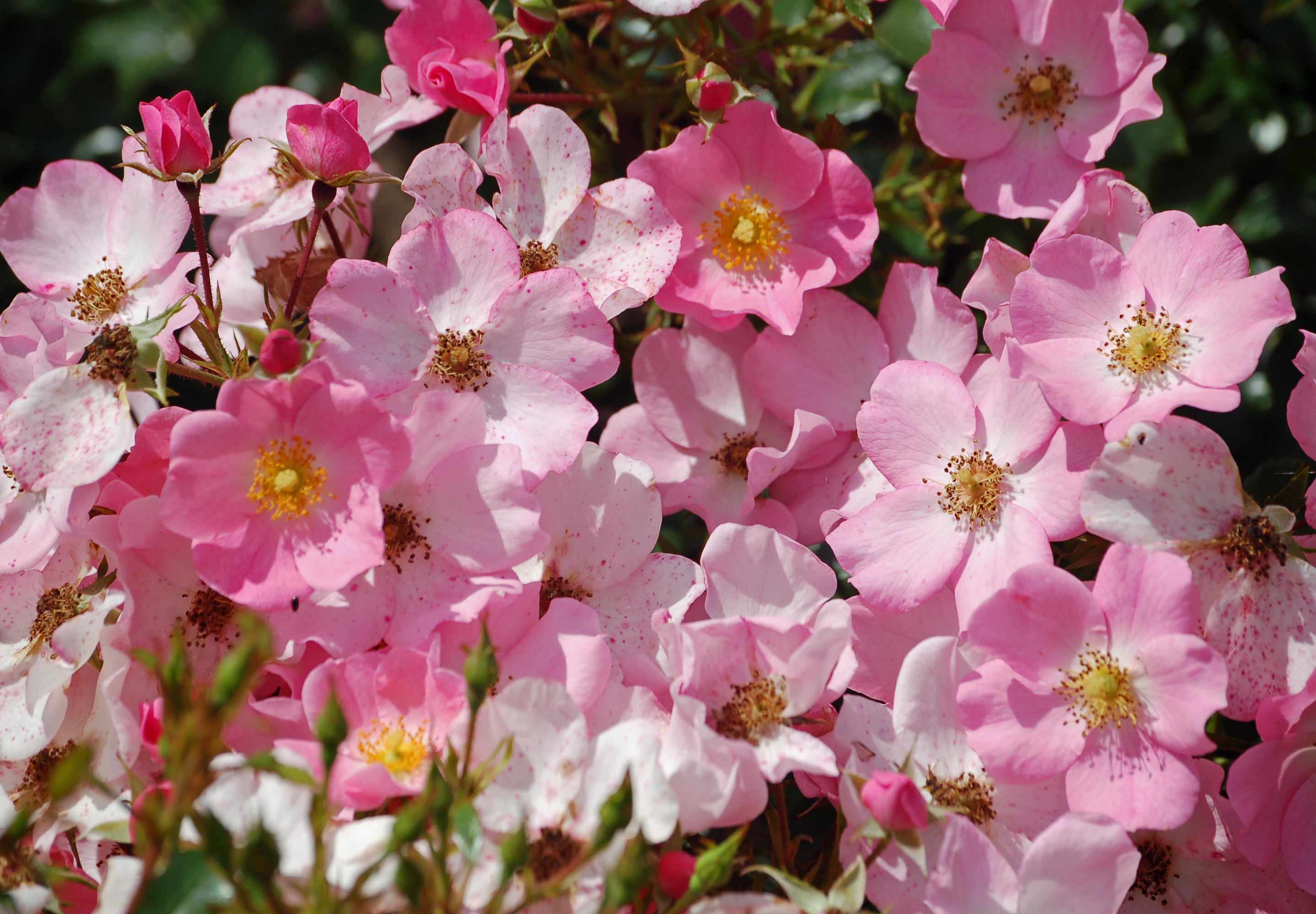
'Fortuna', ADR 2002
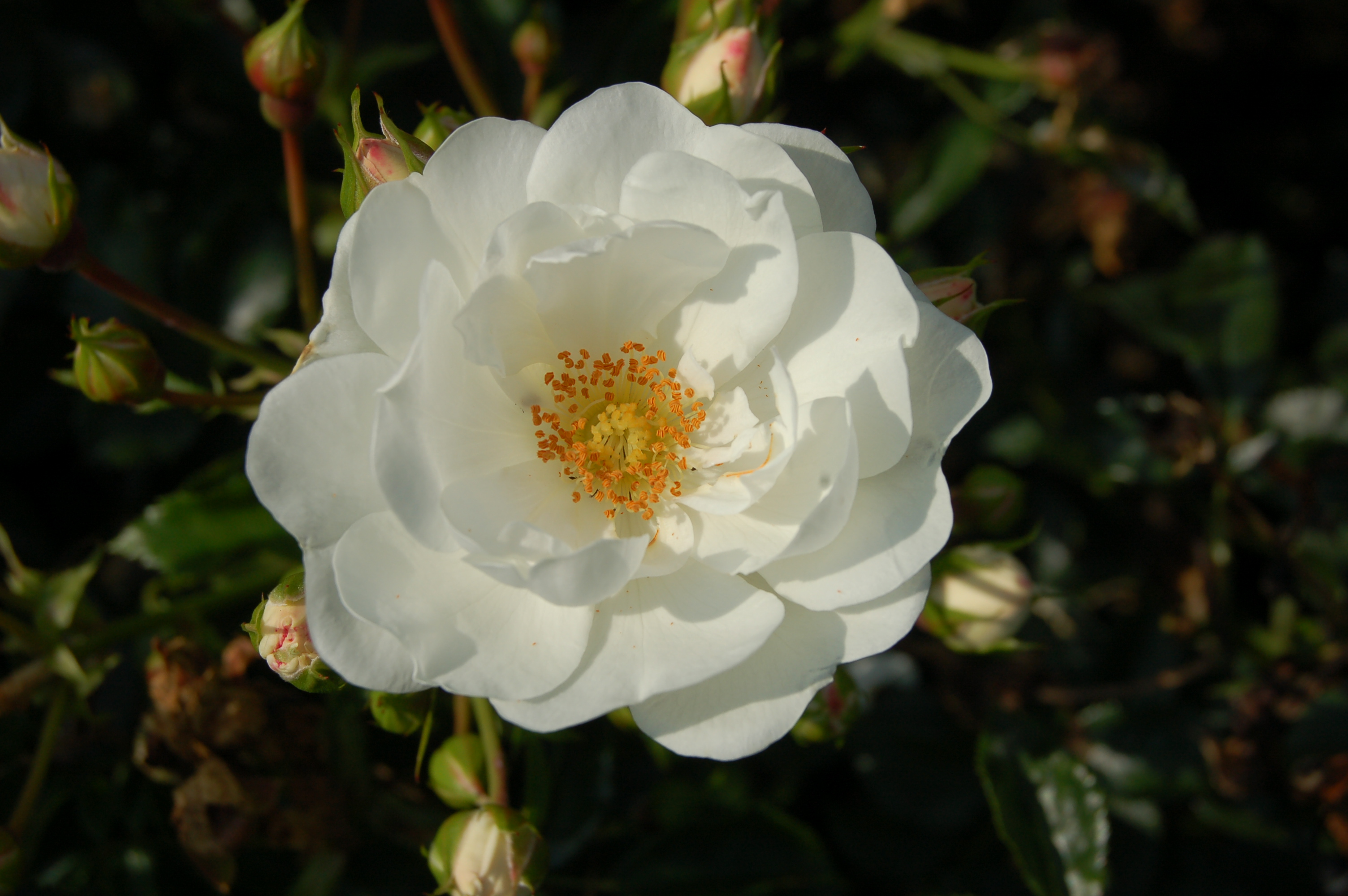
'Innocencia', ADR 2002
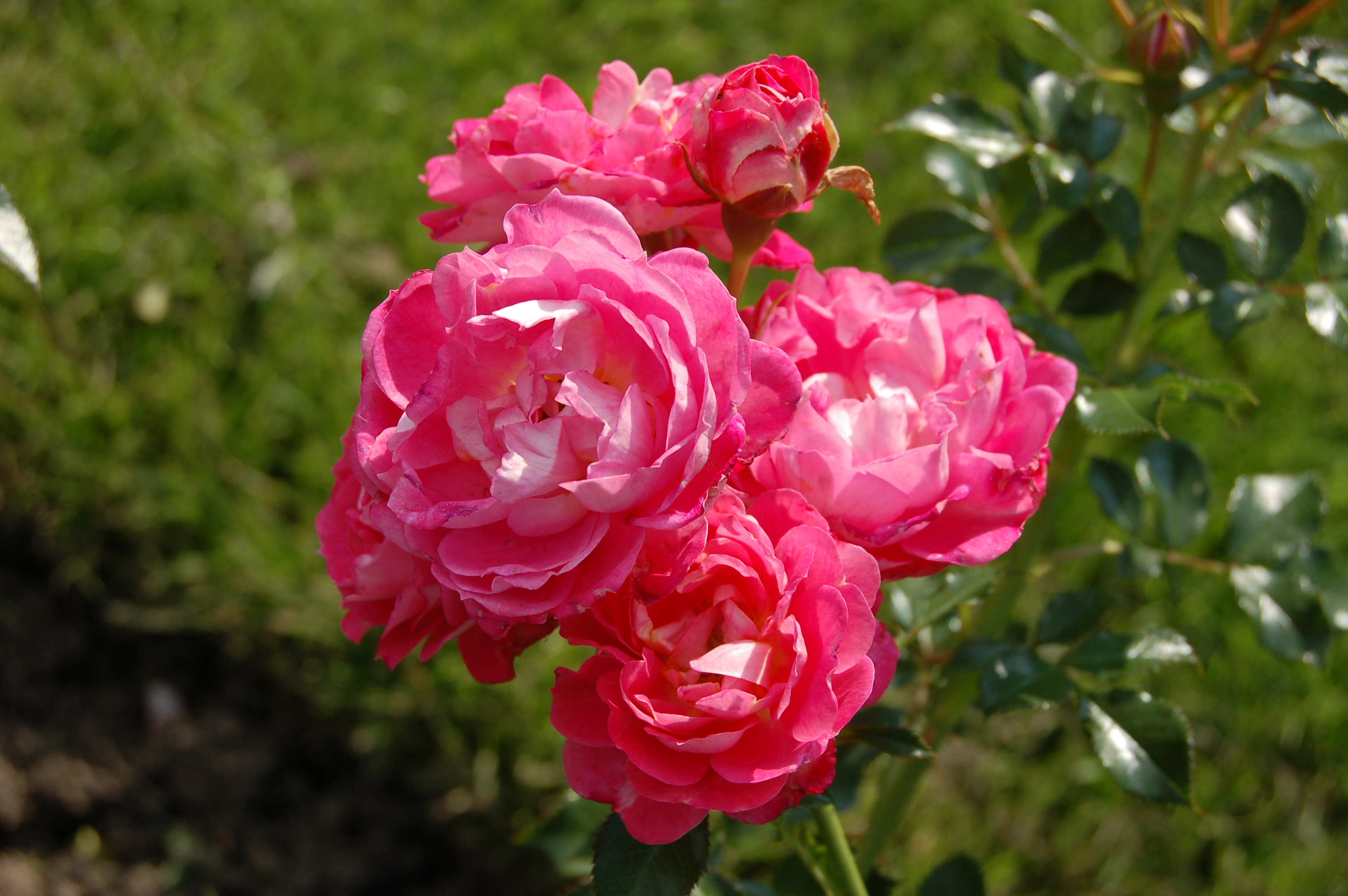
'Charmant', ADR 2004
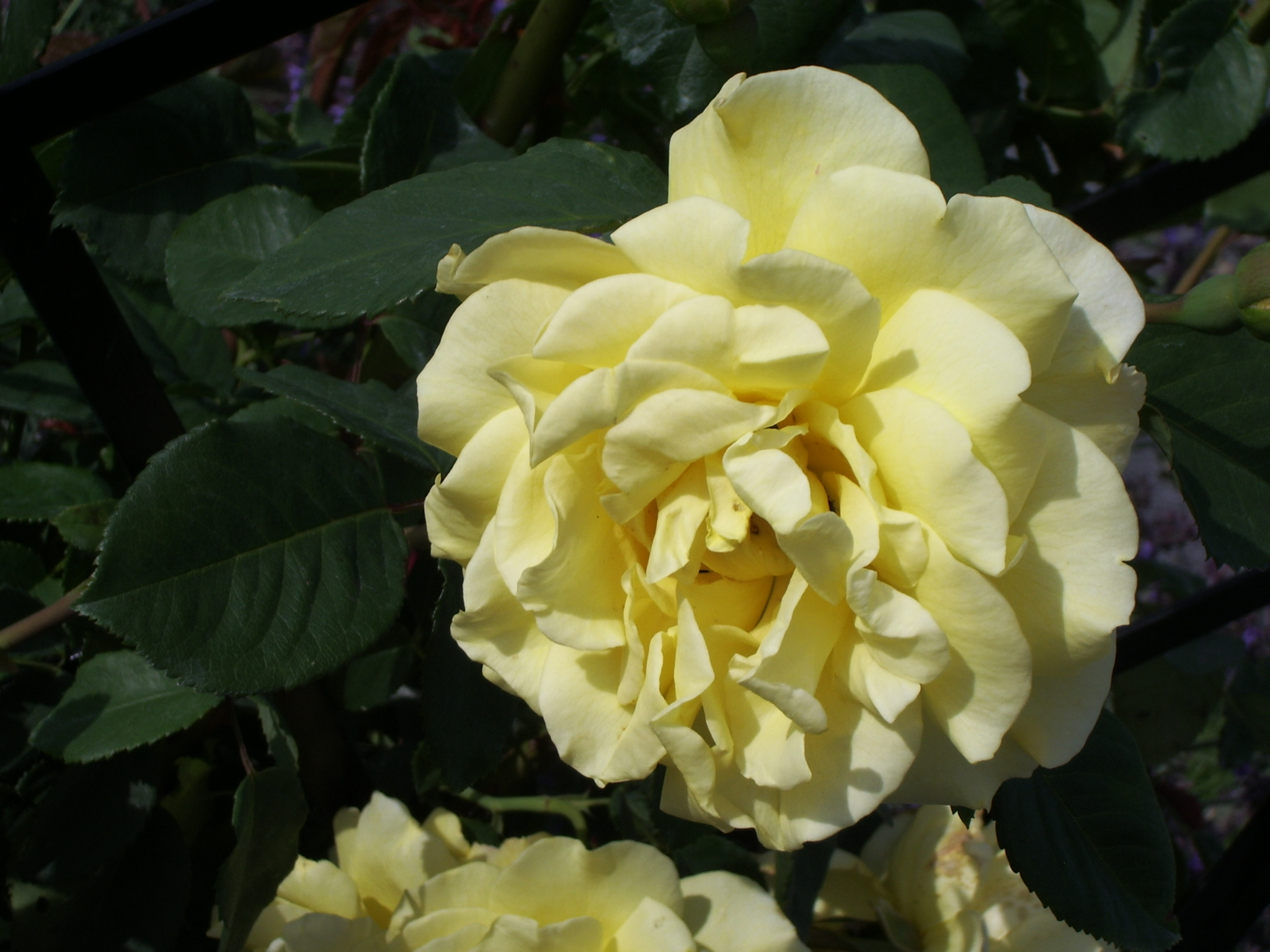
'Golden Gate', ADR 2006
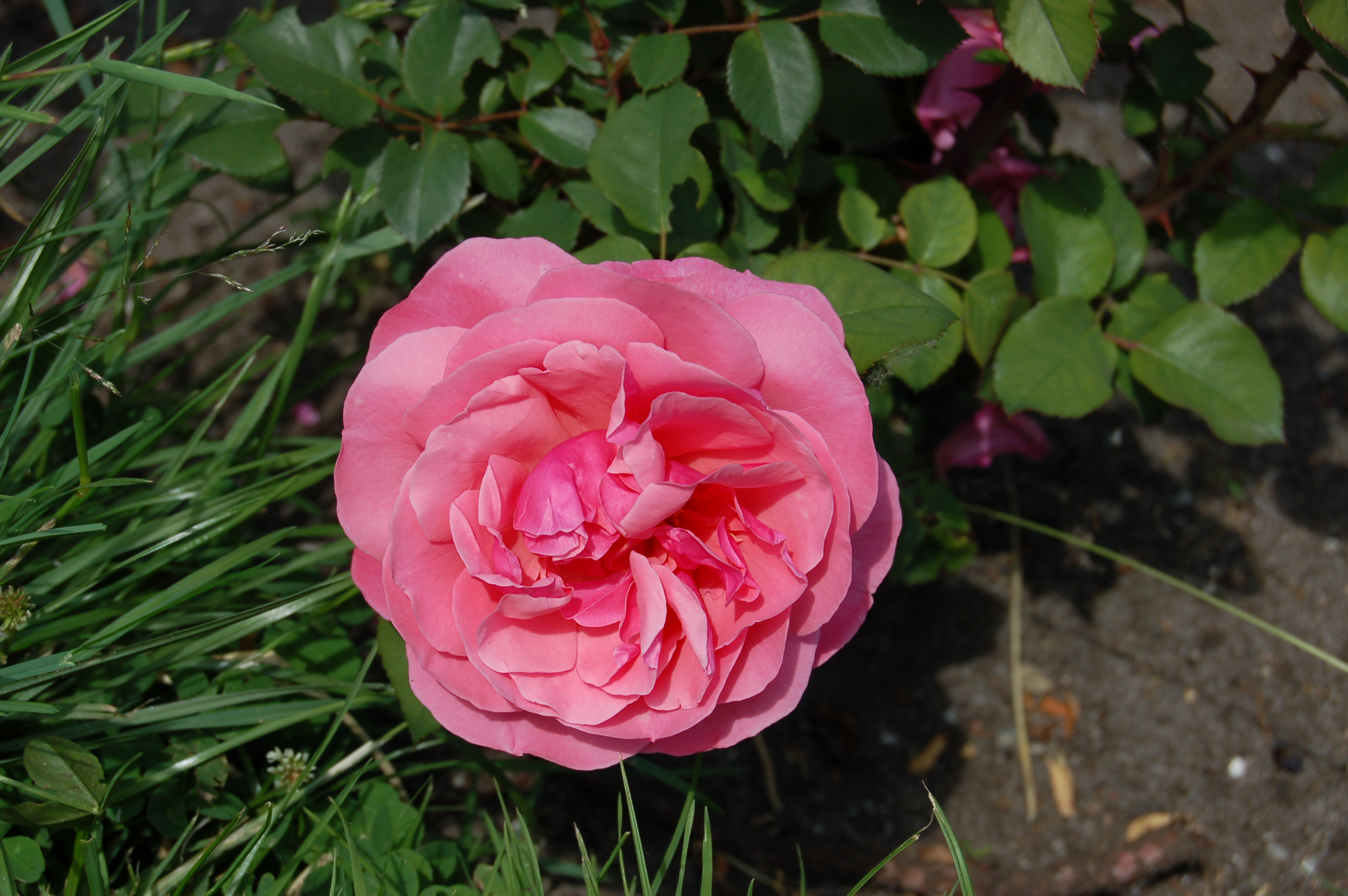
'Elbflorenz', ADR 2007
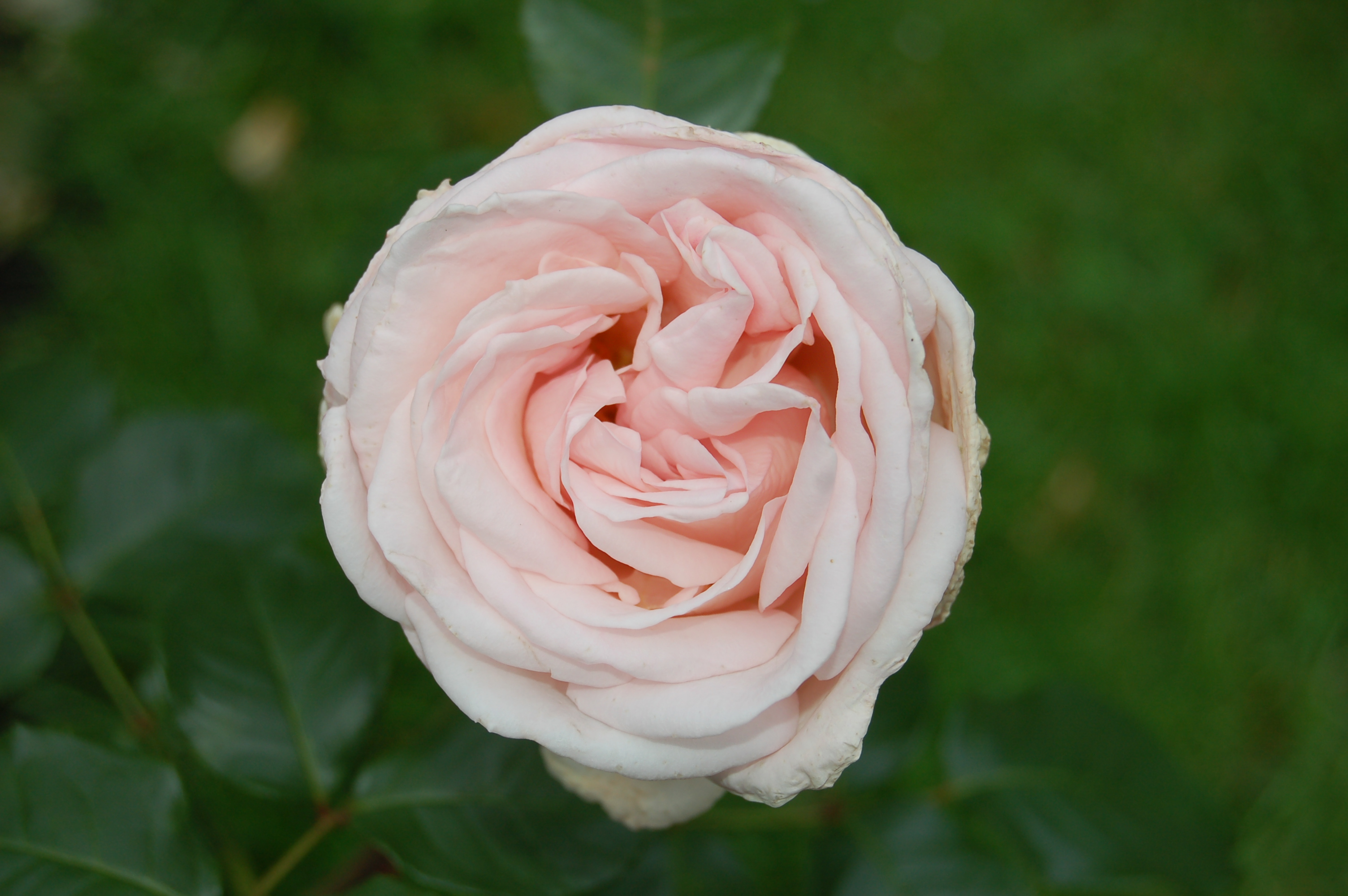
'Schloss Ippenburg' ADR 2008
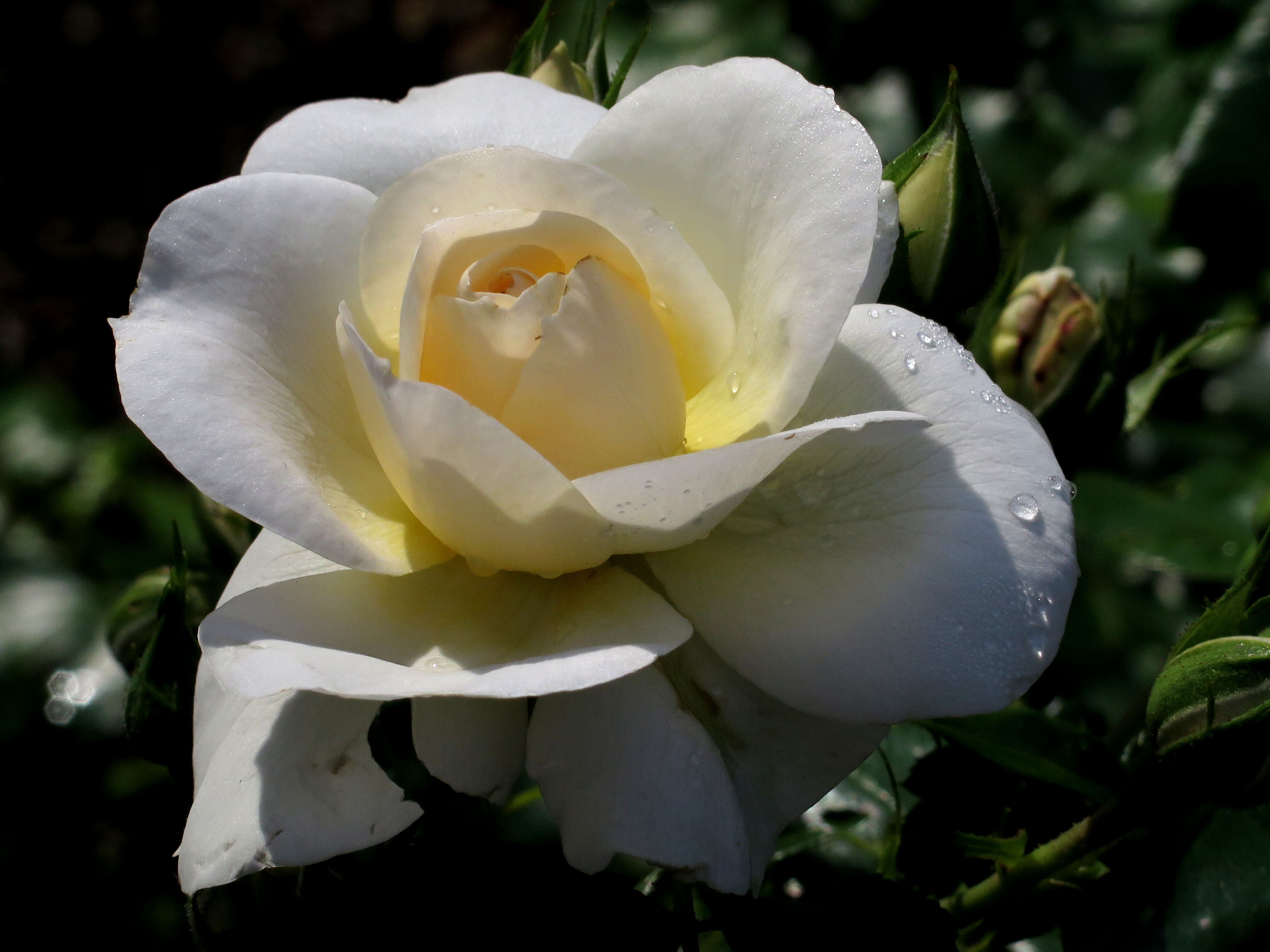
'Sirius' ADR 2013